# Roulé
Roulé (traducido como "rollear") fue un sello discográfico de French House, que pertenece al miembro del ex dúo francés Daft Punk, Thomas Bangalter. Roulé tiene otro nombre para la discográfica, llamada "Scratché" con una única canción publicada y producida por Buffalo Bunch (Paul de Homem-Christo y Romain Séo).

## Historia
La discográfica Roulé, incluye artistas como Romanthony, Stardust, Roy Davis Jr., DJ Falcon, Alan Braxe, Together y Thomas Bangalter con su propio material.
La quinta publicación de Roulé es "Music Sounds Better With You" por Stardust. La canción alcanzó la posición número 1 en muchos países europeos. Stardust está conformado por el cantante Benjamin Diamond y Alan Braxe con Thomas Bangalter en el lado de la producción.
Music Sounds Better With You contiene un sample de "Fate" interpretada por Chaka Khan.
A pesar de que la discográfica existe desde 1995 y publica varios EPs, Roulé solo publica "one long play" como: Irréversible. La posible razón por la que Thomas Bangalter usa Roulé como una periódica revista de música, más que para una discográfica actual. En una entrevista, el mencionó una vez que:   

Roulé realmente nunca ha sido una "discográfica". Es más como un lugar donde hay una canción cada año o algo. Nunca hice planes para eso, y nunca lo haré. Es solo algo que esta ahí. Lo sé por Guy-Manuel, Crydamoure es más como una discográfica.

## Discografía
| Discografía de Roulé                        | Discografía de Roulé | Discografía de Roulé                                     | Discografía de Roulé        |
| Fecha de lanzamiento                        | Artista              | Título                                                   | Número de Catálogo          |
| ------------------------------------------- | -------------------- | -------------------------------------------------------- | --------------------------- |
| 1995                                        | Thomas Bangalter     | Trax on Da Rocks                                         | Roulé 301                   |
| 1996                                        | Thomas Bangalter     | Spinal Scratch                                           | Roulé 302                   |
| 1997                                        | Alan Braxe           | Vertigo                                                  | Roulé 303                   |
| 1998                                        | Roy Davis Jr.        | Rock Shock                                               | Roulé 304                   |
| 1998                                        | Stardust             | Music Sounds Better With You                             | Roulé 305                   |
| 1998                                        | Thomas Bangalter     | Trax on Da Rocks Vol.2                                   | Roulé 306                   |
| 1999                                        | Romanthony           | Hold On                                                  | Roulé 307                   |
| 1999                                        | DJ Falcon            | Hello My Name Is DJ Falcon                               | Roulé 308                   |
| 2000                                        | Together             | Together                                                 | TOGETHER                    |
| 2002                                        | Together             | So Much Love To Give                                     | TOGETHER 2                  |
| 2002                                        | Thomas Bangalter     | Original Soundtrack From The Motion Picture Irreversible | ROULE LP 01                 |
| 2003                                        | Thomas Bangalter     | Outrage                                                  | Roulé 309                   |
| Canciones inéditas de la discográfica Roulé |                      |                                                          |                             |
| Supuesta fecha de lanzamiento               | Artista              | Título                                                   | Supuesto número de catálogo |
| 1998                                        | Thomas Bangalter     | Gym Tonic (con Bob Sinclar)                              | Unknown                     |
| 2004                                        | Together             | Call On Me                                               | TOGETHER 3                  |